# 류제국
류제국(柳濟國, 1983년 5월 30일 ~ )은 전 KBO 리그 LG 트윈스의 투수이다.

## 선수 시절

### 미국 프로야구시절
덕수정보산업고등학교 3학년 때 2001년 청룡기 고교야구 대회를 마치고 계약금 160만 달러의 조건으로 시카고 컵스와 입단 계약을 맺었다. 시카고 컵스 입단 후 컵스 구단 산하 마이너 리그 트리플 A 팀인 아이오와 컵스에서 활동하다가 2006년 5월 29일 MLB에 승격됐으며 본인(류제국)에 앞서 정민철이 2000년 1월 해당 구단(컵스)이 주최한 공개테스트에 나설 계획을 세우기도 했다. 애틀랜타 브레이브스전에 선발 등판했으나, 4개의 아웃카운트를 잡는 동안 무려 4피홈런, 7실점(6자책)한 후 1.1이닝만에 강판당했다. 그 날 패전은 면했으나, 다음 날 트리플 A로 강등됐다. 이 경기 이후 MLB에는 2번 더 올라왔다. 시카고 시절에 친했던 선수는 투수 리키 놀라스코였으며, 그에게는 오랜 룸메이트이자 원어민 영어 선생님이었다고 회고했다. 그 외에도 시카고 산하 마이너 리그 팀에서는 펠릭스 피에와 친분이 있었다.
2007년 2월 14일 탬파베이 데블 레이스에 외야수 앤드류 로페스, 투수 그렉 라인하드를 상대로 트레이드됐다. 2007년 4월 7일 토론토와의 경기에서 구원 등판해 MLB 데뷔 첫 승을 거뒀다. 그러나 팔꿈치 부상으로 인해 2008년 시즌 후 탬파베이 레이스에서 웨이버 공시됐고, 샌디에이고 파드리스로 이적해 백차승과 한 팀이 됐다.
그러나 얼마 안 돼 2009년 3월 27일 샌디에이고 파드리스에서 웨이버 공시된 뒤 클리블랜드 인디언스가 영입하려 했으나, 그가 팔꿈치 부상을 안고 있어 4월 2일 클리블랜드가 영입을 취소해 샌디에이고에서 완전히 방출됐다. 2010년에는 텍사스 레인저스와 마이너 계약을 맺었으나 비자 문제로 캠프 합류가 늦어져 다시 방출됐다. 더 이상 미국에서 활동할 팀을 찾지 못해 MLB 활동을 접고 2010년 5월에 귀국했다. MLB 통산 28경기에 등판해 1승 3패, 1홀드, 7점대 평균자책점을 기록했다.

### 한국 프로야구시절

#### LG 트윈스시절
귀국 후 서울지방병무청에서 신체 검사를 받은 결과 재검 판정을 받은 후, 2010년 6월 15일에 받은 재검사에서 오른쪽 팔꿈치 관절염 진행으로 공익근무요원 판정을 받았다. 이후 팔꿈치 수술을 받았고, 2010년 10월에 공익근무요원으로 대체 복무했고 2012년 10월에 소집 해제됐다. 2007년 4월 2일 해외파 특별 지명에서 영구 지명됐으나, 병역 문제를 우선 해결한 후 입단 협상을 진행하기로 합의했고 계약을 보류한 대신 공익근무요원 대체 복무 기간 동안 팀에서 그의 재활을 도왔다. 2013년 복귀를 목표로 병역과 재활을 병행했고, 입단 협상을 두고 이견이 오가다가 2013년 1월 31일 입단에 전격 합의했다.
2013년 5월 19일 KIA전을 앞두고 입단 후 처음으로 1군에 올라왔고, 데뷔 첫 등판했다. 데뷔 첫 상대 투수는 고교 시절 라이벌이었던 김진우였고, 2000년 봉황기 고교 야구 대회 결승 이후 13년 만에 다시 선발 대결을 펼쳤다. 데뷔 첫 경기에서 5.2이닝 4실점으로 데뷔 첫 승을 기록했다. 이는 팀의 12게임 연속 선발 무승과 4연패를 끊은 승리였다. 9월 18일 SK 와이번스전에 선발 등판해 데뷔 첫 해 10승을 거뒀다. 대한민국 데뷔 첫 해 승률왕에 올랐다.
2013년 10월 5일 두산전에 선발 등판해 7.1이닝 2실점, 4탈삼진을 기록하며 선발 승을 거뒀다. 시즌 12승 2패를 기록하며, 팀이 정규 시즌 2위에 등극하는 데 기여했고 2002년 이후 11년 만에 포스트 시즌에 오르는 데 크게 기여했다. 2013년 플레이오프 1차전 선발에서 5.1이닝 2실점(1자책)으로 호투했으나 승패를 기록하지 못했고, 결국 팀은 경험 부족을 드러내며 한국시리즈 진출에 실패했다.
2016 시즌에는 이진영이 kt 위즈로 이적하며 그가 주장을 맡았는데, 투수가 주장을 맡은 사례는 이상훈 이후 처음이었다.
2019년 8월 23일 은퇴하였다.

## 에피소드

### 물수리사건
2003년 4월 플로리다주에서 훈련 도중 독수리의 일종인 물수리를 야구공으로 맞혀 죽게 했던 일이 있어서, 100시간의 사회 봉사 처분을 받았다. 플로리다주에서 물수리는 천연기념물이었다.

### 벤치 클리어링
2016년 6월 21일 SK전에서 김강민의 옆구리를 맞히자 화가 난 김강민과 난투극을 벌여 벤치 클리어링이 발생했고, 결국 그는 김강민과 함께 퇴장 조치를 받았다.

## 기타
그가 등판하는 날마다 경기 직전 전광판에 영화 스타 워즈의 시리즈 중 하나인 '제국의 역습'이라는 문구가 뜨면서 다스 베이더의 등장 음악이자 스타 워즈의 주제곡 중 하나인 "The imperial march"가 흐르는데, 이는 그의 이름과 영화 부제목의 첫 단어가 일치하는 데에서 착안한 일종의 패러디였다.
그의 형은 '류베이스볼'이라는 야구 용품점을 운영하고 있으며, 그가 공익 근무를 하는 동안 자신의 블로그에 동생의 근황을 전했다.
또한 그는 열성적인 팬클럽인 제국의 트윈스를 소유하고 있으며 프로 야구 선수의 덕목 중 팬들과의 관계를 가장 중요하게 생각하는 선수 중 한 명이다.

## 출신 학교
- 서울용답초등학교 (동부리틀)
- 서울 청량중학교
- 덕수정보산업고등학교

## 통산 기록
| 연 도          | 소 속          | 나 이          | 승 리 | 패 전 | 승 률 | 평 자 책 | 출 장 | 선 발 | 완 투 | 완 봉 | 세 이 브 | 홀 드 | 이 닝 | 피 안 타 | 피 홈 런 | 볼 넷 | 고 4 | 탈 삼 진 | 몸 맞 | 보 크 | 폭 투 | 실 점 | 자 책 | 타 자 수 | W H I P |
| -------------- | -------------- | -------------- | ----- | ----- | ----- | -------- | ----- | ----- | ----- | ----- | -------- | ----- | ----- | -------- | -------- | ----- | ---- | -------- | ----- | ----- | ----- | ----- | ----- | -------- | ------- |
| 2006           | CHC            | 24             | 0     | 1     | .000  | 8.40     | 10    | 1     | 0     | 0     | 0        | 0     | 15.0  | 23       | 7        | 6     | 1    | 17       | 2     | 0     | 1     | 14    | 14    | 77       | 1.93    |
| 2007           | TBD            | 25             | 1     | 2     | .333  | 7.33     | 17    | 0     | 0     | 0     | 0        | 1     | 23.1  | 31       | 2        | 11    | 0    | 14       | 4     | 0     | 2     | 19    | 19    | 110      | 1.80    |
| 2008           | TBR            | 26             | 0     | 0     | ----  | 0.00     | 1     | 0     | 0     | 0     | 0        | 0     | 1.1   | 0        | 0        | 1     | 0    | 1        | 0     | 0     | 0     | 0     | 0     | 5        | 0.75    |
| 2013           | LG             | 31             | 12    | 2     | .857  | 3.87     | 20    | 20    | 0     | 0     | 0        | 0     | 111.2 | 109      | 11       | 50    | 1    | 88       | 9     | 1     | 7     | 50    | 48    | 485      | 1.42    |
| 2014           | LG             | 32             | 9     | 7     | .563  | 5.12     | 27    | 27    | 0     | 0     | 0        | 0     | 147.2 | 146      | 13       | 58    | 3    | 128      | 13    | 0     | 9     | 100   | 84    | 661      | 1.38    |
| 2015           | LG             | 33             | 4     | 9     | .308  | 4.78     | 24    | 23    | 0     | 0     | 0        | 0     | 130.0 | 134      | 16       | 55    | 1    | 88       | 14    | 0     | 16    | 72    | 69    | 572      | 1.45    |
| 2016           | LG             | 34             | 13    | 11    | .542  | 4.30     | 29    | 29    | 1     | 1     | 0        | 0     | 161.1 | 152      | 14       | 70    | 0    | 138      | 21    | 0     | 13    | 83    | 77    | 591      | 1.38    |
| 2017           | LG             | 35             | 8     | 6     | .571  | 5.35     | 25    | 25    | 0     | 0     | 0        | 0     | 131.1 | 140      | 10       | 55    | 0    | 107      | 19    | 0     | 15    | 87    | 78    | 591      | 1.49    |
| 2019           | LG             | 37             | 0     | 2     | .000  | 4.22     | 11    | 11    | 0     | 0     | 0        | 0     | 53.1  | 57       | 5        | 26    | 1    | 31       | 4     | 0     | 2     | 27    | 25    | 243      | 1.56    |
| MLB 통산 : 3년 | MLB 통산 : 3년 | MLB 통산 : 3년 | 1     | 3     | .250  | 7.49     | 28    | 1     | 0     | 0     | 0        | 1     | 39.2  | 54       | 9        | 18    | 1    | 32       | 6     | 0     | 3     | 33    | 33    | 192      | 1.82    |
| KBO 통산 : 6년 | KBO 통산 : 6년 | KBO 통산 : 6년 | 46    | 37    | .554  | 4.66     | 136   | 135   | 1     | 1     | 0        | 0     | 735.1 | 738      | 69       | 314   | 5    | 580      | 80    | 1     | 62    | 419   | 381   | 3253     | 1.43    |

- 시즌 기록 중 굵은 글씨는 해당 시즌 최고 기록

## 같이 보기
- 대한민국 출신 메이저 리그 베이스볼 선수 목록